# Livadhja
Livadhja là một xã trong quận Sarandë thuộc hạt Vlorë, Albania. Dân số năm 2005 là 3108 người.